# Mateusz Bembus
Mateusz Bembus SJ (* 1567 in Posen, Polen-Litauen; † 1645 in Krakau) war ein polnischer Schriftsteller des Frühbarocks sowie Jesuit, königlicher Prediger und Politiker. Bembus war bürgerlicher Abstammung.

## Leben
Bembus stammte aus einer Bürgerfamilie aus Posen in Großpolen. Er studierte am Posener Jesuitenkolleg. 1587 trat er in Krakau in den Jesuitenorden ein und wurde selbst Dozent an den Jesuitenkollegen in Jarosław und Posen. Ab 1592 studierte er Theologie an der Universität Vilnius. 1596 empfing er in Vilnius die priesterlichen Weihen. 1598 kehrte er nach Posen zurück, wo er ab 1602 am Jesuitenkolleg lehrte. Nach einem erneuten Aufenthalt in Vilnius lehrte er ab 1605 erneut in Posen Theologie. 1611 ging er an den Königshof von Sigismund III. Wasa, dessen Hofprediger er als Nachfolger von Piotr Skarga von 1611 bis 1618 war. Als Prediger und Rhetoriker erlangte er großen Ruhm in ganz Polen-Litauen. Er setzte sich für die Belange des Bürgertums und des Dritten Standes ein. Er kritisierte den Adel, insbesondere die Kalvinisten und Polnischen Brüder, setzte sich aber für die Union mit den Orthodoxen ein. 1620 ging er erneut nach Posen und wurde dort Rektor des Jesuitenkollegs. 1623 ging er nach Krakau, um die Stelle des Propstes des Professorenhauses zu besetzen. 1625 wurde er Provinzial der Jesuiten in Polen-Litauen. Seine letzten Lebensjahre verwandte er zum Ordnen seines Lebenswerks. Zu seinen Schülern zählte Władysław Czarnkowski. Bembus schrieb Dramen auf Polnisch und Latein, unter anderem die Tragödie Antithemius seu Mors peccatoris.